# معلوماتية كيميائية

أحد تطبيقات استخدام تقنيّة الحاسوب لتمثيل مركب كيميائي.

معلوماتية كيميائية (بالإنجليزية: chemoinformatics)‏ والمعروفة أيضا باسم الكيميائية والمعلوماتية chemoinformatics and chemical informatics هو استخدام تقنيات الحاسوب والمعلوماتية وتطبيقاتها على مجموعة من المشاكل في مجال الكيمياء. وتستخدم هذه التقنيات في السيليكو في شركات الأدوية في عملية اكتشاف الأدوية. ويمكن أيضا أن تكون هذه الأساليب المستخدمة في الصناعات الكيماوية والصناعات الأخرى التي لها علاقة بها.

## الاساس العلمي
ألمعلوماتية الكيميائية تجمع بين الحقول العلمية العاملة في الكيمياء وعلوم الحاسب الآلي على سبيل المثال في مجال البنية الكيميائية ونظرية الرسم البياني الكيميائية والتعدين والفضاء.
ويمكن أيضا أن تطبق معلوماتية كيميائية على تحليل البيانات لمختلف الصناعات مثل الأصباغ والورق وعجينة الورق والصناعات المرتبطة بهاه.

## اقرأ أيضًا
- تماثل كيميائي
- معلوماتية حيوية
- حوسبة طبيعية
- كيمياء حاسوبية
- جدول الملف الكيميائي